# Lou (piosenkarka)
Lou, właściwie Marie-Louise Hoffner (ur. 27 października 1963 r. w Waghäusel) – niemiecka wokalistka, reprezentantka Niemiec podczas 48. Konkursu Piosenki Eurowizji w 2003 roku.

## Życiorys
Marie-Louise Hoffner jest najmłodszą z sześciorga rodzeństwa. Od 1988 roku jest wokalistką zespołu Party Gang wykonującego swoje wersje światowych utworów, występuje pod pseudonimem Lou. W 2000 roku Lou wzięła udział w niemieckich eliminacjach do 45. Konkursu Piosenki Eurowizji z utworem „Happy Birthday Party”, z którym ostatecznie zajęła trzecie miejsce. 
Trzy lata później zakwalifikowała się do krajowych selekcji Countdown Grand Prix 2003 z utworem „Let’s Get Happy” autorstwa Bernda Meinungera oraz Ralpha Siegela. Przed finałem eliminacji była jedną z faworytek internautów do wygrania. 7 marca wystąpiła w rundzie finałowej, w którym wygrała, zdobywając 38% głosów telewidzów, którzy mieli możliwość głosowania telefonicznego i SMS-owego. Po finale eliminacji Siegel został posądzony przez kompozytora Jean-Pierre'a Valance'a o naruszenie praw autorskich oraz skopiowanie linii melodycznej z jego utworu „Weiss der Geier oder weiss er nicht”. Kompozytor eurowizyjnej propozycji zaprzeczył doniesieniom. 
Przed występem w finale Konkursu Piosenki Eurowizji Lou wyznała, że poddała się operacji plastycznej wstrzyknięcia botoksu w zmarszczki na twarzy. 24 maja wystąpiła podczas koncertu finałowego imprezy z dziesiątym numerem startowym i zdobyła łącznie 53 punkty, zajmując ostatecznie 11. miejsce w końcowej klasyfikacji.
Po udziale w konkursie Lou wydała swój debiutancki solowy album, zatytułowany For You. W 2004 roku ukazała się druga płyta wokalistki pt. Ich will leben. W maju 2011 roku premierę miał kolejny krążek artystki pt. Blaue Nacht, a dwa lata później – Gefühl on the Rocks.

## Kontrowersje
W październiku 2006 roku na pierwsze strony niemieckich tabloidów trafiło zdjęcie, na którym Lou miała zażywać kokainę. Wokalistka broniła się, twierdząc, że była to tylko tabaka.

## Życie prywatne
13 czerwca 2013 roku w Reilingen Lou poślubiła swojego menedżera, Gerharda Steinle'a.

## Dyskografia

### Albumy studyjne
- 2003: For You
- 2004: Ich will leben
- 2011: Blaue Nacht
- 2013: Gefühl on the Rocks

### Albumy koncertowe
- 1999: PartyGang Live

### Minialbumy (EP)
- 2013: Special Edition Berlin 2013